# Claus Pedersen (bordtennisspiller)
 For alternative betydninger, se Claus Pedersen. (Se også artikler, som begynder med Claus Pedersen)
Claus Jørn Pedersen (født 4. november 1948-) er på nationalt plan den suverænt mest vindende danske bordtennisspiller gennem tiderne.
Han blev dansk mester i herresingle 15 gange og var i finalen hvert år i perioden 1967-84. Derudover blev han dansk mester otte gange i herredouble, fire gange i mixed double og tre gange for hold. Som ungdomsspiller vandt han fire danmarksmesterskaber.
Internationalt opnåede han 375 landskampe og er dermed den danske idrætsmand, der har opnået flest landskampe uanset sportsgren. Han opnåede sin bedste placering på verdensranglisten i 1979, hvor han var placeret som nummer 30.
Som veteranspiller blev han i 2012 for første gang verdensmester i herresingle. Det var i rækken for spillere over 60 år. I 1996 vandt han VM-bronze i herresingle for spillere over 40 år og guld i herredouble med Li Yuxiang fra Tyskland. Han vandt også guld i herredouble i 2008. Her var det sammen med landsmanden Niels Ramberg i rækken for spillere over 60 år.
Claus Pedersen er æresmedlem af bordtennislubben Sisu/MBK i Aarhus.